# Cladophora
Cladophora és un gènere d'algues verdes reticulades i filamentoses. Té moltes espècies però difícils de distingir. La seva proliferació excessiva per eutrofia, lligat al fòsfor, causa danys en condicions bentòniques. A Laos es fan servir com a menjar delicat.

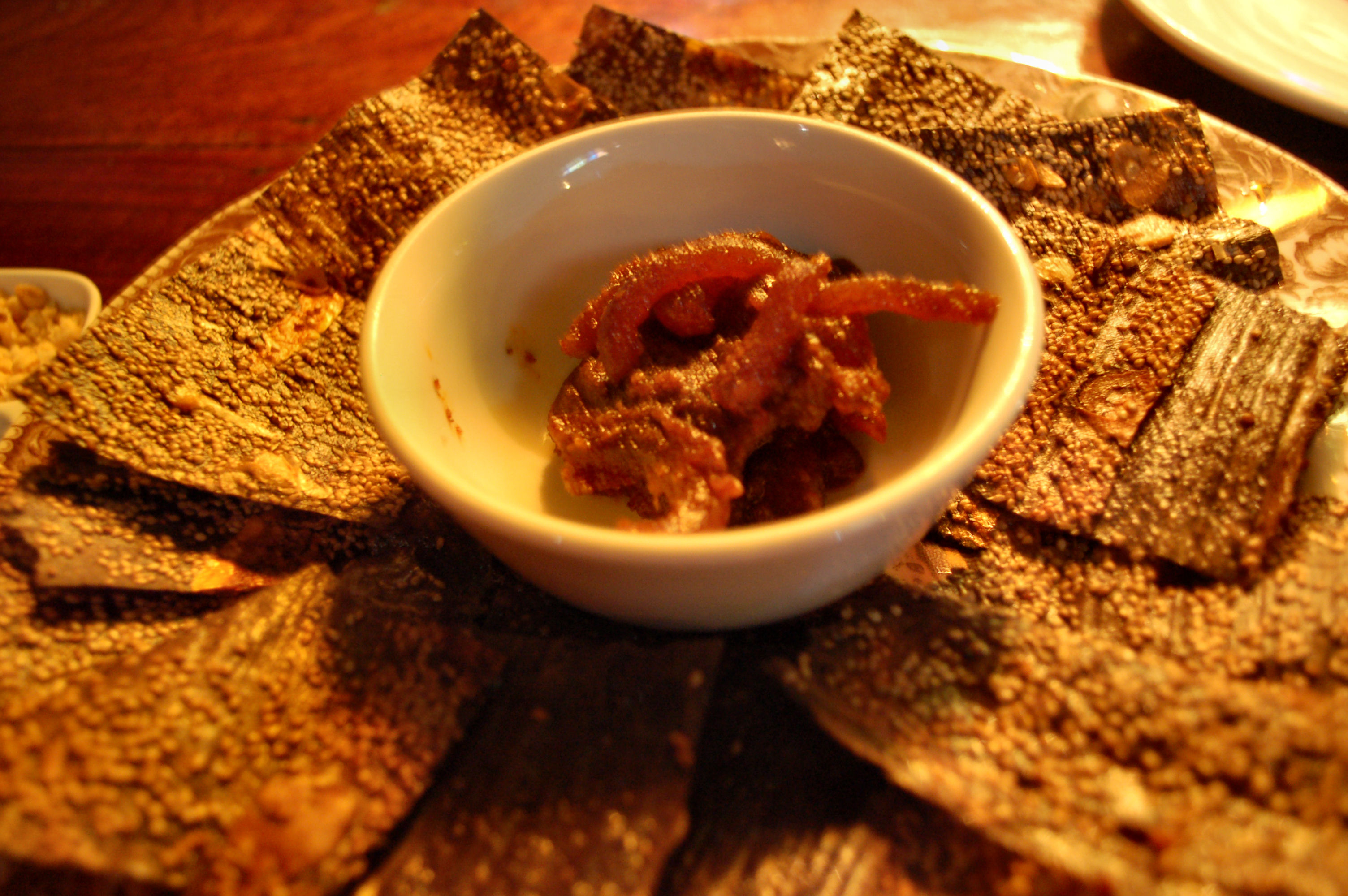
Kháy phen (Chladophora) servides com aperitiu.

## Espècie invasora
A la zona dels Grans Llacs d'Amèrica del Nord Cladophora és acusada de ser nociva per la pesca.

## Taxonomia
Segons ITIS :
- Cladophora aegagropila (Linnaeus) Rabh.
- Cladophora albida (Hudson) Kuetzing, 1843
- Cladophora bertolonii
- Cladophora blomquistii
- Cladophora brasiliana
- Cladophora callicoma Kuetzing Kuetzing
- Cladophora catenata
- Cladophora chlorocontracta
- Cladophora coelothrix
- Cladophora columbiana Coll.
- Cladophora conferta
- Cladophora conglomerata
- Cladophora corallicola
- Cladophora crispata (Roth.) Kuetzing
- Cladophora crispula
- Cladophora crystallina (Roth) Kuetzing
- Cladophora dalmatica
- Cladophora delicatula
- Cladophora expansa
- Cladophora fascicularis
- Cladophora feredayi Harv.
- Cladophora flexuosa (Griffiths) Harvey, 1851
- Cladophora fracta (Dillw.) Kuetzing
- Cladophora fuliginosa
- Cladophora glaucescens (Griffiths) Harvey, 1862
- Cladophora globulina
- Cladophora glomerata (Linnaeus) Kuetzing
- Cladophora gracilis (Griffiths) Kuetzing, 1845
- Cladophora graminea Coll.
- Cladophora holsatica Kuetzing
- Cladophora insignis (C. Agardh) Kuetzing
- Cladophora intertexta
- Cladophora jongiorum
- Cladophora laetivirens (Dillwyn) Kuetzing, 1843
- Cladophora liebetruthii
- Cladophora liniformis
- Cladophora longiarticulata
- Cladophora longicellulata
- Cladophora lutescens
- Cladophora magdalenae
- Cladophora mauritiana
- Cladophora melagonium
- Cladophora microcladioides Collins, 1909
- Cladophora montagneana
- Cladophora montagnei
- Cladophora nitida
- Cladophora oligoclona (Kuetzing) Kuetzing
- Cladophora ordinata
- Cladophora pachyderma
- Cladophora patula
- Cladophora pellucida (Hudson) Kützing
- Cladophora pellucidoidea
- Cladophora physarthra Kuetz.
- Cladophora profunda
- Cladophora prolifera (Roth) Kuetzing
- Cladophora pseudorupestris
- Cladophora pygmaea
- Cladophora radians Kuetz.
- Cladophora ramosissima
- Cladophora ruchingeri
- Cladophora rupestris
- Cladophora sakaii
- Cladophora sericea (Huds.) Kuetz
- Cladophora socialis Kuetz.
- Cladophora stimpsonii Harvey, 1859
- Cladophora submarina
- Cladophora subtilis
- Cladophora vadorum
- Cladophora vagabunda (Linnaeus) Van Den Hoek

Segons WRMS :
- Cladophora aculeata (Suhr) De Toni
- Cladophora aegagropiloidea Hoek & Womersley, 1984
- Cladophora aegiceras (Montagne) Kützing, 1849
- Cladophora aequalis Zanardini ex Frauenfeld
- Cladophora afra Kutzing
- Cladophora albida (Nees) Kützing, 1843
- Cladophora allantoides (Montagne) Kützing, 1849
- Cladophora amphibia F.S. Collins, 1907
- Cladophora anisogona (Montagne) Kützing, 1849
- Cladophora aokii Yamada, 1925
- Cladophora arbuscula Mobius & Reinbold
- Cladophora arbuscula Kjellman, 1897
- Cladophora arenaria Sakai, 1964
- Cladophora aucklandica Rabenhorst, 1878
- Cladophora australis Rabenhorst, 1874
- Cladophora bainesii Mueller & Harvey ex Harvey, 1859
- Cladophora battersii van den Hoek
- Cladophora blomquistii Hoek, 1982
- Cladophora bombayensis Børgesen, 1935
- Cladophora boodleoides Børgesen
- Cladophora brasiliana G.Martens
- Cladophora brownii (Dillwyn) Harvey
- Cladophora capensis (C. Agardh) De Toni
- Cladophora catenata (Linnaeus) Kützing, 1843
- Cladophora ceylanica Durairatnam, 1962
- Cladophora chlorocontracta Hoek
- Cladophora clavuligera Grunow, 1867
- Cladophora coelothrix Kützing, 1843
- Cladophora colabensis Børgesen, 1935
- Cladophora colensoi Harvey, 1855
- Cladophora columbiana F.S. Collins, 1903
- Cladophora composita
- Cladophora conchopheria Sakai, 1964
- Cladophora conferta P.L. Crouan & H.M. Crouan, 1865
- Cladophora confusa Hariot, 1891
- Cladophora conglomerata Pilger
- Cladophora constricta Collins
- Cladophora contexta Levring
- Cladophora corallicola Børgesen
- Cladophora corallinicola Sonder
- Cladophora cornuta Brand, 1895
- Cladophora corynarthra
- Cladophora crinalis Harvey, 1855
- Cladophora crinalis Kützing
- Cladophora crispata (Roth) J. Agardh
- Cladophora crispula Vickers, 1905
- Cladophora cristata Kützing
- Cladophora crucigera Grunow, 1867
- Cladophora crystallina (Roth) Kützing, 1843
- Cladophora cymopoliae Børgesen, 1925
- Cladophora dalmatica Kützing, 1843
- Cladophora daviesii Harvey, 1855
- Cladophora debilis Kützing, 1849
- Cladophora demissa J. Agardh, 1886
- Cladophora dichotomo-divaricata P.L. Crouan & H.M. Crouan
- Cladophora divergens Kjellman, 1897
- Cladophora dotyana Gilbert, 1965
- Cladophora echinus (Biasoletto) Kützing, 1849
- Cladophora elmorei E.Y. Dawson, 1949
- Cladophora expansa (Mertens) Kützing
- Cladophora falklandica (J.D. Hooker & Harvey) J.D. Hooker & Harvey, 1847
- Cladophora fascicularis (Mertens ex C. Agardh) Kützing
- Cladophora feredayi Harvey
- Cladophora feredayoides Kraft & Millar, 2000
- Cladophora flagelliformis (Suhr) Kutzing
- Cladophora flexuosa (O.F. Müller) Kützing, 1843
- Cladophora fluviatilis K. Möbius
- Cladophora fracta (O.F.Müller ex Vahl) Kützing
- Cladophora fritschii P. Anand, 1938
- Cladophora fusca G. Martens, 1868
- Cladophora glaucescens (A.W. Griffiths ex Harvey) Harvey
- Cladophora globulina (Kützing) Kützing
- Cladophora glomerata (Linnaeus) Kützing, 1843
- Cladophora goweri A.H.S. Lucas, 1935
- Cladophora gracilis (Griffiths) Kützing
- Cladophora graminea F.S. Collins, 1909
- Cladophora hamosa (Kützing) Kützing
- Cladophora hauckii Borgesen
- Cladophora hawaiiana Tilden, 1909
- Cladophora herpestica (Montagne) Kützing, 1849
- Cladophora hesperia Setchell & N.L. Gardner, 1924
- Cladophora horii van den Hoek & M. Chihara, 2000
- Cladophora hospita (Mertens ex Chamisso) Kutzing
- Cladophora hutchinsiae (Dillwyn) Kützing, 1845
- Cladophora hutchinsioides Hoek & Womersley, 1984
- Cladophora inclusa Børgesen
- Cladophora incompta (J.D. Hooker & Harvey) J.D. Hooker & Harvey, 1847
- Cladophora inserta Dickie
- Cladophora intertexta F.S. Collins
- Cladophora isaacii Simons, 1960
- Cladophora japonica Yamada, 1931
- Cladophora jongiorum Hoek, 1969
- Cladophora kamerunica Brand, 1911
- Cladophora kemariensis P. Anand, 1938
- Cladophora koeiei Børgesen, 1939
- Cladophora kosterae Hoek, 1963
- Cladophora laetevirens (Dillwyn) Kützing, 1843
- Cladophora lanosa (Roth) Kützing
- Cladophora lehmanniana (Lindenberg) Kützing
- Cladophora liebetruthii Grunow, 1884
- Cladophora liniformis Kützing, 1849
- Cladophora longiarticulata Reinb.
- Cladophora longicellulata Hoek, 1969
- Cladophora macdougalii Howe, 1911
- Cladophora magdalenae Harvey
- Cladophora magellanica Ardissone, 1888
- Cladophora mamillata Leliaert, 2005
- Cladophora mediterranea Hauck
- Cladophora michaelensis O.C.Schmidt
- Cladophora microcladioides F.S. Collins, 1909
- Cladophora minisakaii C. van den Hoek & M. Chihara, 2000
- Cladophora mirabilis (C. Agardh) Rabenhorst, 1852
- Cladophora montagneana Kützing
- Cladophora neesiorum
- Cladophora nigrescens Zanardini ex Frauenfeld
- Cladophora nitellopsis Børgesen, 1939
- Cladophora nitida Kützing
- Cladophora nudiuscula (Zanardini) Zanardini, 1858
- Cladophora oblitterata J.Söderström
- Cladophora ohkuboana Holmes, 1896
- Cladophora okamurae (Ueda) Hoek, 1963
- Cladophora opaca Sakai, 1964
- Cladophora ovoidea Kützing
- Cladophora pachyderma (Kjellman) Brand, 1909
- Cladophora pachyliebetruthii C. Hoek & M. Chihara, 2000
- Cladophora panamensis W.R. Taylor, 1945
- Cladophora papenfussii Pham-Hoàng Hô, 1969
- Cladophora parriaudii van den Hoek
- Cladophora parvula K. Möbius
- Cladophora patentiramea (Montagne) Kützing, 1849
- Cladophora pectinella Grunow
- Cladophora pellucida (Hudson) Kützing, 1843
- Cladophora pellucidoidea Hoek, 1982
- Cladophora perpusilla Skottsberg & Levring, 1941
- Cladophora peruviana (W.R. Taylor) E.Y. Dawson, Acleto & Foldvik, 1964
- Cladophora piscinae Collins & Hervey, 1917
- Cladophora prehendens Kraft & Millar, 2000
- Cladophora prolifera (Roth) Kützing, 1843
- Cladophora prolixa (Montagne) De Toni
- Cladophora pseudobainesii Hoek & Searles, 1988
- Cladophora pseudorupestris Hoek
- Cladophora pseudostruveoides Kraft & Millar, 2000
- Cladophora pura Kützing
- Cladophora pygmaea Reinke, 1888
- Cladophora quisumbingii Manza, 1939
- Cladophora radiosa (Suhr) De Toni
- Cladophora rechingeri Reinbold, 1907
- Cladophora rectangularis
- Cladophora refracta (Roth) Kuetz.
- Cladophora repens (J. Agardh) Harvey
- Cladophora retroflexa (Bonnemaison ex P.L. Crouan & H.M. Crouan) van den Hoek, 1963
- Cladophora rhizoclonioidea Hoek & Womersley, 1984
- Cladophora rhizoplea Kjellman, 1897
- Cladophora rigidula Collins & Hervey, 1917
- Cladophora rivularis (Linnaeus) Hoek, 1963
- Cladophora ruchingeri (C. Agardh) Kützing, 1845
- Cladophora rudolfina (C. Agardh) Harvey
- Cladophora rupestris (Linnaeus) Kützing, 1843
- Cladophora sakaii I.A. Abbott, 1972
- Cladophora samoensis Grunow
- Cladophora saracenica Børgesen, 1935
- Cladophora saviniana Borgesen
- Cladophora savoeana Reinbold, 1905
- Cladophora senegalensis De Toni
- Cladophora sericea (Hudson) Kützing, 1843
- Cladophora sericioides Børgesen, 1939
- Cladophora sibogae Reinbold
- Cladophora sivashensis C.Meyer
- Cladophora socialis Kützing, 1849
- Cladophora sonderi Kützing
- Cladophora speciosa Sakai, 1964
- Cladophora striolata Kützing, 1843
- Cladophora submarina P.L. Crouan & H.M. Crouan
- Cladophora subnitida Schiffner
- Cladophora subsimplex Kützing
- Cladophora teusmannii Kützing
- Cladophora theotonii O.C.Schmidt
- Cladophora thwaitesii Harvey, 1857
- Cladophora tiburonensis E.Y. Dawson, 1944
- Cladophora timorensis G. Martens
- Cladophora tomentosa Suringar
- Cladophora tranquebariensis (Roth) Kützing
- Cladophora trichotoma (C. Agardh) Kützing
- Cladophora trinitatis Kützing, 1849
- Cladophora tropica P.L. Crouan & H.M. Crouan
- Cladophora utriculosa Kützing
- Cladophora vadorum (Areschoug) Kützing, 1849
- Cladophora vagabunda (Linnaeus) van den Hoek, 1963
- Cladophora valonioides (Sonder) Kutzing
- Cladophora vandenhoekii J.N. Norris & J.L.Olsen, 1991
- Cladophora vaughanii Borgesen
- Cladophora verticillata J.D. Hooker & Harvey, 1845
- Cladophora virgatula Grunow, 1867
- Cladophora viridifusca (Montagne) Montagne, 1856
- Cladophora weizenbauii O.C.Schmidt
- Cladophora willeelloides Kraft & Millar, 2000
- Cladophora woolsii Sonder
- Cladophora wrightiana Harvey, 1860